# マーズ・メットネット

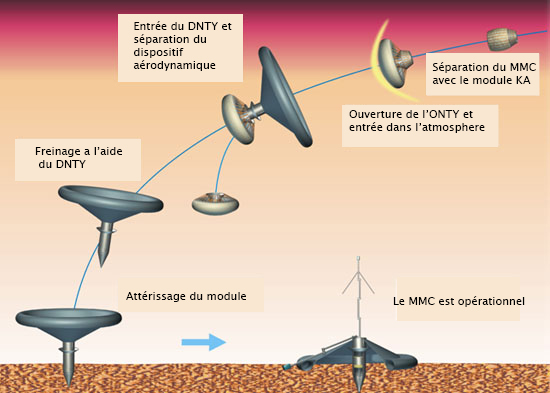
メットネットプローブの降下コース:2つのインフレータブルシールド/パラシュートが連続して展開され、プローブが高速で着陸する

マーズ・メットネット（英語: Mars MetNet）は、フィンランド気象研究所（FMI）によって開始され、フィンランド、ロシア、スペインによって開発されている、火星への計画された大気科学ミッションである。2013年9月までに、2つの飛行可能な進入、降下および着陸システム（EDLS）が製造されテストされた。2015年現在、ベースライン資金は2020年まで存在する。2016年現在、ロケットの打ち上げ計画も設定されていない。
目的は、火星に広範囲の表面観測ネットワークを確立して、惑星の大気構造、物理学、および気象学を調査することである。ミッションの大部分は、火星表面に配備された少なくとも16のメットネット・インパクトランダーで構成される。

## 歴史
マーズ・メットネットの基本概念は、1980年代後半にフィンランド気象研究所（FMI）のチームによって開始された。コンセプトは10年以上かけて成熟し、最終的には2000年に開発作業が開始された。メットネットは、ネットランダー 、ロシアのマルス96 、および初期のESA火星とインターマーズネットのミッションコンセプトの後継と見なすことができる。これらのマルス96のうち、打ち上げまでずっと進んでいたが、ロケットの第4ステージでの火星インジェクションの失敗により、ロケットは再び地球に侵入し崩壊した。このマルチパートミッションの一部として、メットネットのような2人のペネトレーターがいた。主な違いは、衝撃で前部が後部から分離し、地面に数メートル深く掘り下げることである。
メットネットは、2016年4月の欧州地球科学連合総会で提案されたミッションの1つ